# Survival (album)
Survival is het elfde studioalbum van de Jamaicaanse reggaegroep Bob Marley & The Wailers. Het album heeft een overwegend strijdlustig thema. Er wordt gespeculeerd dat dit deels een reactie van Marley was op de kritiek op zijn vorige album Kaya. Kaya had een rustige, ontspannen sfeer waardoor de boodschap van de muziek minder duidelijk leek over te komen. In het nummer "Africa Unite" roept Marley op tot panafrikaanse solidariteit. Het nummer "Zimbabwe" is een hymne voor het later onafhankelijke Rhodesië. Het nummer werd opgevoerd tijdens de Zimbabwaanse Onafhankelijkheidsviering in 1980 en wordt gezien als een onofficieel nationaal lied.
Survival heette oorspronkelijk Black Survival om het belang van een Afrikaanse eenheid te benadrukken, maar de naam werd verkort om misverstanden over het thema van het album te voorkomen. Marley was van plan om Survival als onderdeel van een trilogie uit te brengen, gevolgd door Uprising in 1980 en Confrontation in 1983.
Het album werd in Zuid-Afrika deels gecensureerd door het toenmalige Apartheidsregime.

## Nummers
Alle nummers zijn geschreven door Bob Marley, behalve waar aangegeven.
| Nr. | Titel                        | Duur |
| --- | ---------------------------- | ---- |
| 1.  | So Much Trouble in the World | 4:00 |
| 2.  | Zimbabwe                     | 3:49 |
| 3.  | Top Rankin'                  | 3:09 |
| 4.  | Babylon System               | 4:21 |
| 5.  | Survival                     | 3:54 |

| Nr. | Titel                                       | Duur |
| --- | ------------------------------------------- | ---- |
| 1.  | Africa Unite                                | 2:55 |
| 2.  | One Drop                                    | 3:52 |
| 3.  | Ride Natty Ride                             | 3:53 |
| 4.  | Ambush in the Night                         | 3:14 |
| 5.  | Wake Up And Live (Bob Marley/Anthony Davis) | 4:58 |

| Nr. | Titel                     | Duur |
| --- | ------------------------- | ---- |
| 11. | Ride Natty Ride (12" Mix) |      |

## Cover
Achtenveertig vlaggen staan afgebeeld op de cover, waaronder 47 Afrikaanse vlaggen en die van Papoea-Nieuw-Guinea, dat in Oceanië ligt.
| Kenia             | Angola             | Ivoorkust           | Ethiopië                      | Tsjaad               | Egypte     | Ghana     |
| Senegal           | Sierra Leone       | Kameroen            | Tunesië                       | Niger                | Nigeria    | Guinee    |
| Gambia            | Somalië            | Opper-Volta         | Zaïre                         | Guinee-Bissau        | Liberia    | Swaziland |
| Madagaskar        | Togo               | Mozambique          | Centraal-Afrikaanse Republiek | Zimbabwe (ZAPU)      | Seychellen | Zambia    |
| Lesotho           | Oeganda            | Algerije            | Mali                          | Soedan               | Botswana   | Marokko   |
| Congo-Brazzaville | Tanzania           | Burundi             | Zimbabwe (ZANU)               | Mauritius            | Mauritanië | Gabon     |
| Benin             | Equatoriaal-Guinea | Papoea-Nieuw-Guinea | Malawi                        | Sao Tomé en Principe | Djibouti   | Rwanda    |

Er zijn vier Afrikaanse landen waarvan de vlag ontbreekt: Kaapverdië, de Comoren, Libië en Zuid-Afrika (Namibië had geen eigen vlag omdat het destijds door Zuid-Afrika werd bestuurd). De vlaggen van Réunion en de Westelijke Sahara verschenen op een poster die bij het album werd geleverd.

## Bezetting
- Bob Marley - leadzang, slaggitaar, akoestische gitaar, percussie
- Aston Barrett - basgitaar, slaggitaar, percussie
- Carlton Barrett - drums, percussie
- Tyrone Downie - keyboards, percussie, achtergrondzang
- Alvin Patterson - percussie
- Junior Marvin - leadgitaar, achtergrondzang
- Earl Lindo - keyboards
- Al Anderson - leadgitaar
- I Threes - achtergrondzang

## Hitnoteringen
| Survival in de Nederlandse Album Top 100 - binnen: 27-10-1979 | Survival in de Nederlandse Album Top 100 - binnen: 27-10-1979 | Survival in de Nederlandse Album Top 100 - binnen: 27-10-1979 | Survival in de Nederlandse Album Top 100 - binnen: 27-10-1979 | Survival in de Nederlandse Album Top 100 - binnen: 27-10-1979 |
| Week                                                          | 1                                                             | 2                                                             | 3                                                             |                                                               |
| ------------------------------------------------------------- | ------------------------------------------------------------- | ------------------------------------------------------------- | ------------------------------------------------------------- | ------------------------------------------------------------- |
| Nummer                                                        | 25                                                            | 31                                                            | 44                                                            | uit                                                           |

Bob Marley · Junior Braithwaite · Beverley Kelso · Bunny Wailer · Peter Tosh · Cherry Smith · Constantine "Vision" Walker · Earl "Chinna" Smith · Aston Barrett · Joe Higgs · Earl Lindo · Carlton Barrett · Al Anderson · Alvin Patterson · Junior Marvin · Donald Kinsey · Tyrone Downie · I Threes (Rita Marley · Marcia Griffiths · Judy Mowatt)